# Vélodrome de Herne Hill
 (juin 2025).
Le vélodrome de Herne Hill est un vélodrome en plein air situé à Herne Hill, dans le sud de Londres. Il s'agit de l'une des plus anciennes pistes cyclistes au monde, construite en 1891. Il a accueilli les épreuves de cyclisme sur piste des Jeux olympiques d'été de 1948 et a été brièvement le siège du Crystal Palace Football Club pendant la Première Guerre mondiale.
Entre 1987, date de la démolition de la piste du Paddington Recreation Ground, et 2011, date de l'ouverture du Vélodrome de Londres pour les Jeux olympiques d'été de 2012, Herne Hill était la seule piste de Londres.

## Histoire
Herne Hill s'appelait à l'origine London County Grounds, la piste du London County Cycling and Athletic Club. Il est devenu populairement connu sous le nom de piste ou vélodrome de Herne Hill en raison de son emplacement à proximité de Burbage Road, à Herne Hill, dans l'arrondissement londonien de Southwark.
Le vélodrome a été fondé par George Lacy Hillier, un coureur amateur, en 1891. Auparavant, le site le plus important se trouvait à proximité, à Crystal Palace. Cependant, Crystal Palace n'avait pas de talus et sa surface était médiocre, et les supporters préféraient une piste ouverte au nord de la Tamise, à Paddington, en 1888. Hillier avait été l'une des figures de proue de Crystal Palace et a tenté de persuader les propriétaires, la Crystal Palace Company, de reconquérir les supporters et les coureurs en réaménageant la piste. La société refuse et Hillier cherche un nouveau site au sud de la Tamise. Il trouve une zone près de Burbage Road à Herne Hill et la loue aux administrateurs du Dulwich College.
Les travaux de la nouvelle piste sont entrepris par W. et J. Peacock, une entreprise de construction favorable au cyclisme. Ils commencèrent en septembre 1890 et se terminèrent, en avance sur le calendrier, en mars 1891. La première course, ouverte uniquement aux membres du club de Herne Hill, eut lieu le 16 avril 1891. La première réunion publique eut lieu le 23 mai de la même année.
Le circuit a été conçu avec des talus de 5 pieds qui ont été surélevés par la suite. Le revêtement d'origine était du schiste rouge, qui devait être roulé à plusieurs reprises. Il fut remplacé en 1893 par des lattes de bois, ce qui donna lieu à des courses rapides mais à de fréquents accidents après la pluie. Le béton fut remplacé en 1896.
De nombreux records ont été battus sur la piste, qui a atteint un pic de popularité avec les courses de 24 heures de la Coupe Cuca à la fin du XIXe siècle.
- (en) Cet article est partiellement ou en totalité issu de l’article de Wikipédia en anglais intitulé « Herne Hill Velodrome » (voir la liste des auteurs).